# Valentin Stocker
Valentin Stocker (* 12. April 1989 in Kriens) ist ein ehemaliger Schweizer Fussballspieler.

## Karriere

### Jugend
Stocker begann seine Karriere beim SC Kriens, für dessen Jugendmannschaften er von 1996 bis Dezember 2005 aktiv war.

### FC Basel
Ab Januar 2006 spielte er für die U-21-Mannschaft des FC Basel. Im Sommer 2007 wurde er in die Profimannschaft des FC Basel befördert, mit der er in der Saison 2008, 2010, 2011, 2012, 2013 und 2014 Schweizer Meister und 2008, 2010 und 2012 Schweizer Cupsieger wurde. In der Saison 2008/09 spielte er mit dem FC Basel in der UEFA Champions League und wurde zum besten Nachwuchsspieler der Schweizer Liga gewählt.
Stocker zog sich am 23. April 2011 in seinem 100. Super-League-Spiel gegen den BSC Young Boys einen Kreuzbandriss zu und wurde zwei Tage später operiert. Sein erstes Spiel nach der Verletzungspause war am 3. Dezember 2011 beim 1:0-Heimsieg gegen den FC Luzern. Stocker verlängerte seinen Vertrag vorzeitig um zwei zusätzliche Jahre bis Ende Juni 2016.
Am Ende der Saison 2012/13 wurde Stocker mit dem FC Basel zum fünften Mal Schweizer Meister, und die Mannschaft stand im Cupfinal, den sie im Penaltyschiessen verlor. In der UEFA Europa League 2012/13 erreichte er mit dem FC Basel den Halbfinal gegen den amtierenden UEFA-Champions-League-Sieger FC Chelsea und schied nach zwei Niederlagen mit einem Gesamtergebnis von 2:5 aus.
Die Saison 2013/14 schloss er mit dem FC Basel zum 17. Mal als Meister (zum fünften Mal in Folge) ab und stand wiederholt im Final des Schweizer Cups, der gegen den FC Zürich nach Verlängerung 0:2 verloren wurde.
Durch die Gruppenspiele in der Champions-League-Saison gelangte er mit seiner Mannschaft in der Europa League bis in den Viertelfinal.

### Hertha BSC
Zur Saison 2014/15 wechselte Stocker zum Bundesligisten Hertha BSC, bei dem er einen Vertrag bis zum 30. Juni 2018 unterschrieb.
Am 24. August 2014 (4. Spieltag) absolvierte Stocker für Hertha BSC II in der Regionalliga Nordost gegen den VfB Auerbach sein erstes Pflichtspiel für die deutsche Mannschaft und erzielte mit dem Treffer zum 6:0-Endstand auch sein erstes Tor für die Berliner. In der Bundesliga debütierte er am 19. September 2014 (4. Spieltag) beim 2:2 im Auswärtsspiel gegen den SC Freiburg, als er für Genki Haraguchi in der 68. Minute eingewechselt wurde. Sein erstes Bundesligator war der Treffer zum 1:0 am 5. April 2015 (27. Spieltag) beim 2:0-Sieg im Heimspiel gegen den Aufsteiger und Bundesliganeuling SC Paderborn 07 – ebenfalls in der 68. Minute.

### Rückkehr nach Basel
Nachdem Stocker in der Hinrunde der Bundesliga-Saison 2017/18 nur zu drei Einwechslungen gekommen war, kehrte er am 10. Januar 2018, ein halbes Jahr vor Ablauf seines Vertrags bei Hertha, zum FC Basel zurück, bei dem er einen Vertrag bis zum 30. Juni 2021 unterschrieb. Er verlängerte im September 2020 seinen Vertrag bis 2023. Im März 2021 wurde Stocker als Captain und Spieler suspendiert. Während der Saison 2021/22 stand er dann noch in 38 Pflichtspielen auf dem Feld, erzielte dabei zehn Tore und beendete anschliessend mit 33 Jahren seine aktive Karriere.

### Nationalmannschaften
Stocker absolvierte sieben Länderspiele für die Schweizer U-21-Nationalmannschaft. Am 20. August 2008 debütierte er in der A-Nationalmannschaft. Im Spiel gegen die Auswahl Zyperns stand er in der Startaufstellung und erzielte sein erstes Tor.

## Titel und Erfolge
FC Basel
- Schweizer Meister mit der U18 des FC Basel: 2006[12]
- Schweizer Cupsieger mit der U18 des FC Basel: 2006[12]
- Schweizer Meister: 2008, 2010, 2011, 2012, 2013, 2014
- Schweizer Cupsieger: 2008, 2010, 2012, 2019
- Uhrencupsieger: 2008, 2011, 2013